# Telmatogeton latipenne
Telmatogeton latipenne är en tvåvingeart som beskrevs av Wirth 1949. Telmatogeton latipenne ingår i släktet Telmatogeton och familjen fjädermyggor. Inga underarter finns listade i Catalogue of Life.